# Якуб Крох
Якуб Соломон Крох  (пол. Jakób Salomon Kroch, бл. 1850, Львів — 16 травня 1922, там само) — львівський архітектор. 

## Біографія
Народився у Львові. Протягом 1872—1877 років навчався у львівській Технічній академії. Отримав концесію на будівництво у Львові. Споруджував переважно прибуткові будинки в різних напрямках історизму, згодом перейшов до стилістики модерну. Від 1906 року член Політехнічного товариства у Львові. Був у складі журі конкурсу проєктів реконструкції львівської ратуші. Член міської ради Львова. Член ради єврейської релігійної громади Львова. Помер у Львові 16 травня 1922 року.
Роботи у Львові
- Добудова третього поверху будинку на вулиці Шевській, 8 (1881).[5]
- Реконструкція даху будинку на вулиці Галицькій, 7 (1882).[6]
- Будинок на вулиці Городоцькій, 50 (1885).
- Власний будинок на нинішній вулиці Крушельницької, 23 (1883—1887).
- Прибутковий дім на нинішній вулиці Хмельницького, 43 (1886—1887).
- Будинок на вулиці Дорошенка, 19 (1888), розібраний перед 1909 роком для будівництва нового за проєктом Володимира Підгородецького.[7]
- Дерев'яний літній театр на північному кінці Гетьманських валів, на місці колишнього Королівського белюарду (1891, не збережений).[8]
- Чотири триповерхових житлових будинки на вул. Кохановського, 5, 7 (нині вул. Левицького), вул. Кльоновича, 3 та вул. Мілковського, 4 (нинішня вул. Гулака-Артемовського) (співавтор Маврикій Зильберштайн; 1893);[9]
- Реконструкція санвузлів правої офіцини будинку на площі Ринок, 12 (1894, співавтор Маврикій Зильберштайн).[10]
- Житлові триповерхові будинки на вул. Кльоновича, 6, 8 (співавтор Маврикій Зильберштайн; 1895);[11][12]
- Адміністративне приміщення зліва від входу до Нового єврейського кладовища у Львові (1894).[13]
- Житлові будинки на вулиці Гуцульській, 3, 5, 7, 9, 11, 11а, 15, 17, 19 (1892—1896, співавтор Маврикій Зильберштайн).[14]
- Власні прибуткові будинки на нинішній вулиці Бандери, 35, 37, 39 (1908).
- Прибуткові будинки на вулиці Новий Світ (1905—1910, співавтор Генрик Сальвер).
- Прибутковий дім на вулиці Замарстинівській, 8.